# Cmentarz żydowski w Świebodzinie
Cmentarz żydowski w Świebodzinie – cmentarz znajduje się na niewielkim zagrodzonym placu przy ul. Sobieskiego, oznaczony jest tablicą upamiętniającą. Nekropolia ma powierzchnię 0,06 ha, na jego terenie nie zachowały się żadne fragmenty macew.